# Редучешть
Редучешть, Редучешті (рум. Răducești) — село у повіті Бузеу в Румунії. Входить до складу комуни Топлічень.
Село розташоване на відстані 131 км на північний схід від Бухареста, 33 км на північний схід від Бузеу, 80 км на захід від Галаца, 111 км на схід від Брашова.

## Населення
За даними перепису населення 2002 року у селі проживали 411 осіб, з них 409 осіб (99,5%) румунів. Усі жителі села рідною мовою назвали румунську.